# کیانجاندراکفینا
کیانجاندراکفینا (به لاتین: Kianjandrakefina) یک منطقهٔ مسکونی در ماداگاسکار است که در Ambositra District واقع شده‌است.
 کیانجاندراکفینا  ۱۲٬۰۰۰ نفر جمعیت دارد و ۱٬۳۴۶ متر بالاتر از سطح دریا واقع شده‌است.